# Kustaa Pihlajamäki
Kustaa Pihlajamäki (Seinäjoki, 7 de abril de 1902 — Helsínquia, 10 de fevereiro de 1944) foi um lutador de luta livre finlandês.

## Carreira
Foi vencedor da medalha de ouro na categoria até 56 kg em Paris 1924.
Foi vencedor da medalha de ouro na categoria de 56–61 kg em Berlim 1936.
Foi vencedor da medalha de prata na categoria de 56–61 kg em Amsterdão 1928.